# نوبوهيرو إيشيدا
نوبوهيرو إيشيدا (باليابانية: 石田順裕) مواليد 18 أغسطس 1975 في كوماموتو، اليابان، هو ملاكم محترف ياباني يصنف ضمن فئة الوزن المتوسط بدأ مسيرته الاحترافية سنة 2000 حيث انتصر في نزاله الأول. حقق بطولة رابطة الملاكمة العالمية.

## المسيرة الاحترافية
من نزالاته:
- خسر أمام غينادي جولوفكين بالضربة القاضية (30-03-2013).
- خسر أمام بول وليامز (18-02-2012).
- انتصر على جيمس كيركلاند (09-04-2011).

## إحصائيات
خاض خلال مسيرته 40 نزالا، فاز في 27 وتعادل في 2 وخسر في 11. فاز بالضربة القاضية في 11 نزالا.

## وصلات خارجية
- نوبوهيرو إيشيدا على موقع بوكس ريك (الإنجليزية) (registration required)

- الموقع الرسمي